# اراتیسی دوروشنکو
اراتیسی دوروشنکو (اوکراینی: Арсентій Олександрович Дорошенко؛ زادهٔ ۲۷ ژوئن ۲۰۰۰) بازیکن فوتبال اهل اوکراین است.